# Lijst van wapens van Estische gemeenten
Deze pagina bevat een lijst van wapens van Estische gemeenten. Begin 2017 waren er in Estland 194 landgemeenten (vald) en 33 stadsgemeenten (linn). Op het eind van dat jaar was het aantal gemeenten teruggebracht tot 79.

## Harjumaa

### Bestaande gemeenten

Wapen van Anija
Wapen van Harku
Wapen van Jõelähtme
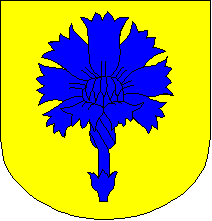
Wapen van Keila
Wapen van Kiili
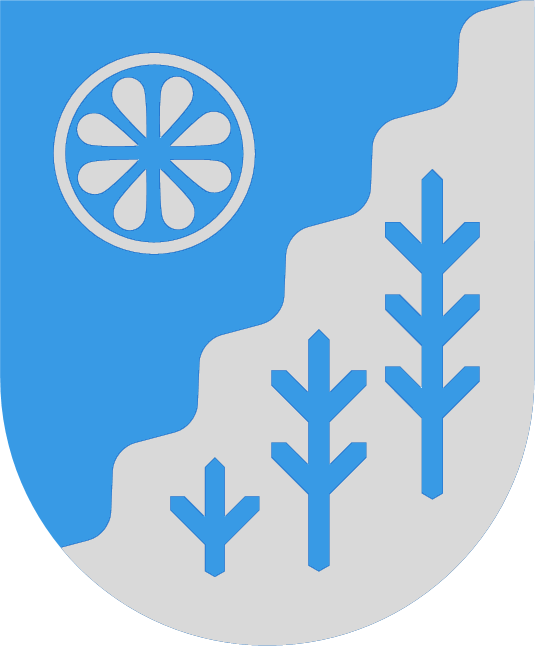
Wapen van Kose
Wapen van Kuusalu
Wapen van Lääne-Harju
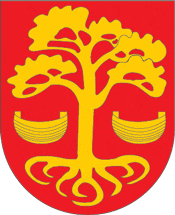
Wapen van Loksa
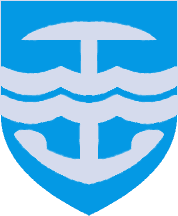
Wapen van Maardu
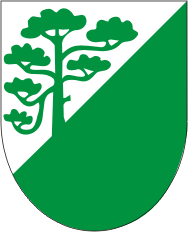
Wapen van Raasiku
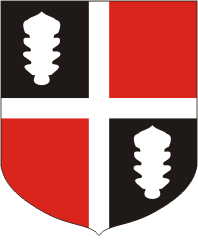
Wapen van Rae
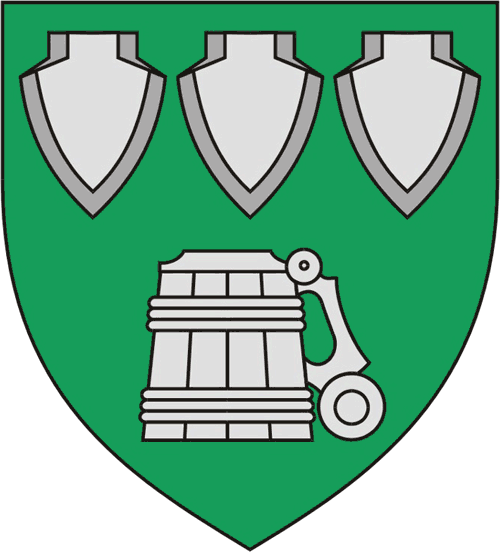
Wapen van Saku
Wapen van Saue vald
Wapen van Tallinn
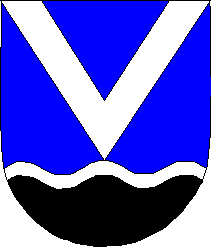
Wapen van Viimsi

### Opgeheven gemeenten

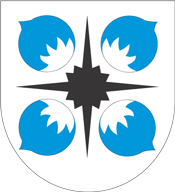
Wapen van Aegviidu
Wapen van Keila vald
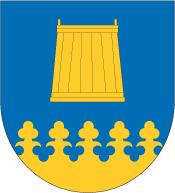
Wapen van Kernu
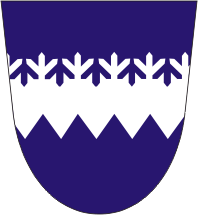
Wapen van Kõue
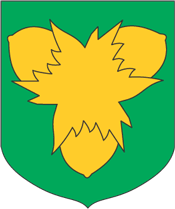
Wapen van Nissi
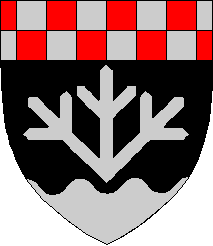
Wapen van Padise
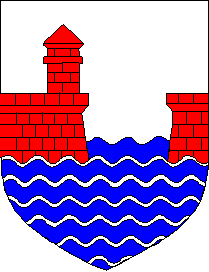
Wapen van Paldiski
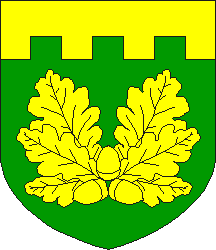
Wapen van Saue
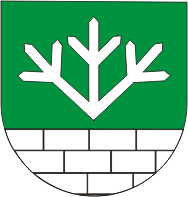
Wapen van Vasalemma

## Hiiumaa

### Bestaande gemeenten

Wapen van Hiiumaa

### Opgeheven gemeenten

Wapen van Emmaste
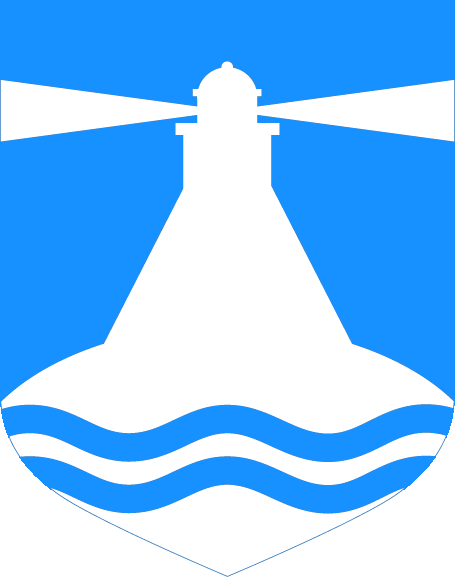
Wapen van Hiiu
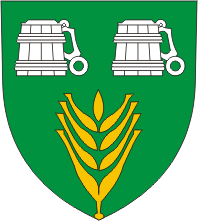
Wapen van Käina
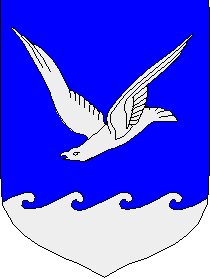
Wapen van Kärdla
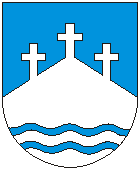
Wapen van Kõrgessaare
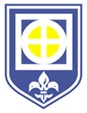
Wapen van Pühalepa

## Ida-Virumaa

### Bestaande gemeenten

Wapen van Alutaguse
Wapen van Jõhvi
Wapen van Kohtla-Järve
Wapen van Lüganuse
Wapen van Narva
wapen van Narva-Jõesuu
Wapen van Sillamäe
Wapen van Toila

### Opgeheven gemeenten

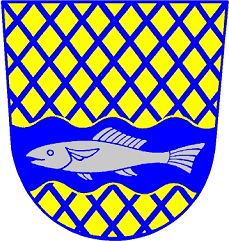
Wapen van Alajõe
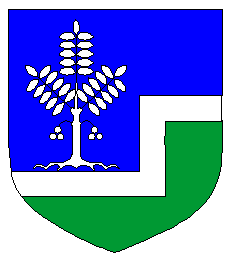
Wapen van Aseri
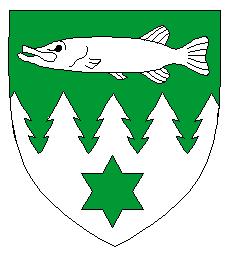
Wapen van Avinurme
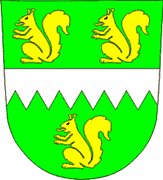
Wapen van Iisaku
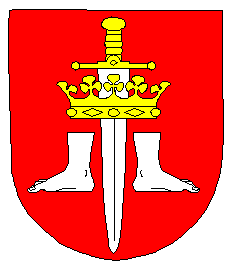
Wapen van Illuka
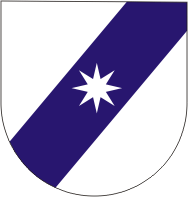
Wapen van Kiviõli
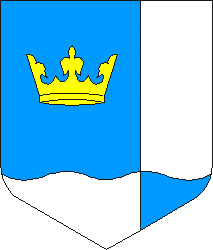
Wapen van Kohtla
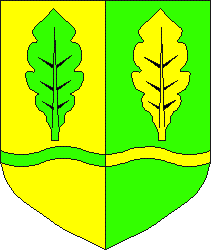
Wapen van Kohtla-Nõmme
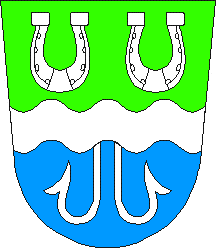
Wapen van Lohusuu
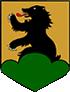
Wapen van Mäetaguse
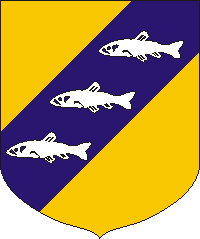
Wapen van Maidla
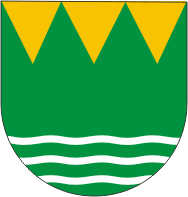
Wapen van Püssi
Wapen van Sonda
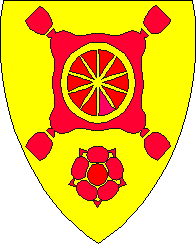
Wapen van Tudulinna
Wapen van Vaivara

## Järvamaa

### Bestaande gemeenten

Wapen van Järva
Wapen van Paide
Wapen van Türi

### Opgeheven gemeenten

Wapen van Albu
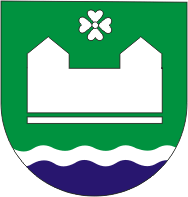
Wapen van Ambla
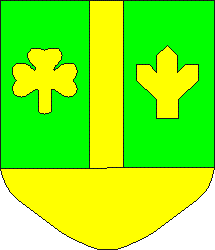
Wapen van Imavere
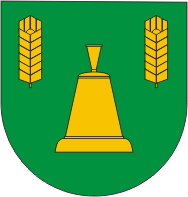
Wapen van Järva-Jaani
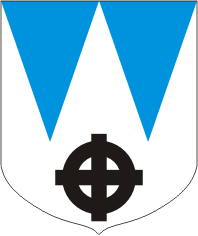
Wapen van Kareda
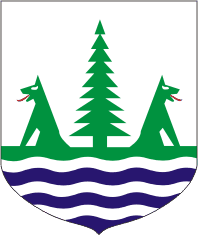
Wapen van Koeru
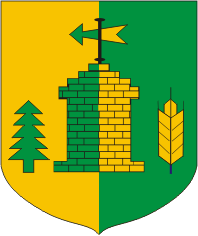
Wapen van Koigi
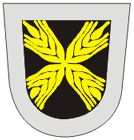
Wapen van Paide vald
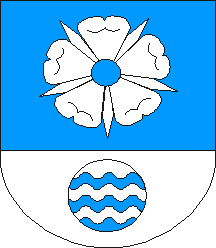
Wapen van Roosna-Alliku
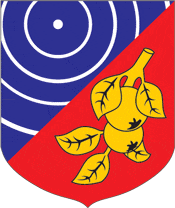
Wapen van Türi (stad)
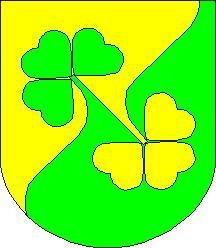
Wapen van Väätsa

## Jõgevamaa

### Bestaande gemeenten

Wapen van Jõgeva
Wapen van Mustvee
Wapen van Põltsamaa

### Opgeheven gemeenten

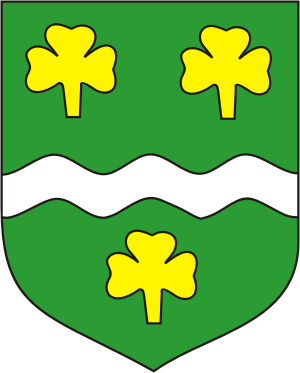
Wapen van Jõgeva (stad)
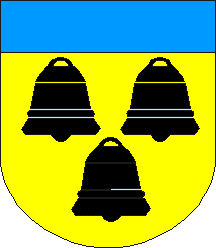
Wapen van Kasepää
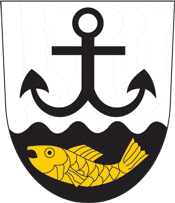
Wapen van Mustvee (stad)
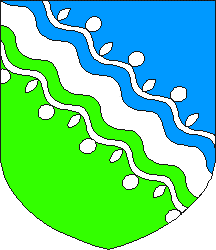
Wapen van Pajusi
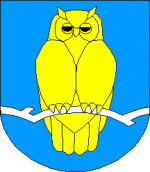
Wapen van Pala
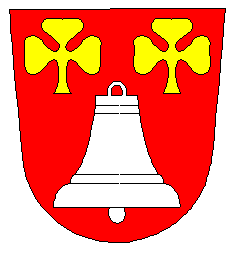
Wapen van Palamuse
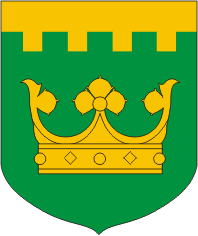
Wapen van Põltsamaa (stad)
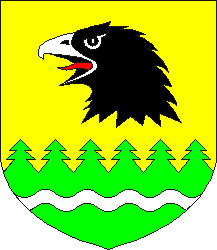
Wapen van Puurmani
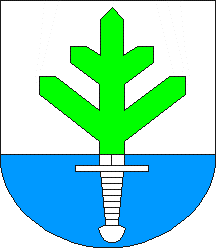
Wapen van Saare
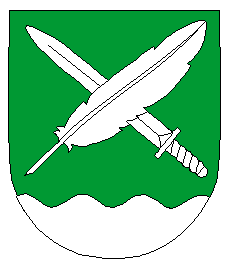
Wapen van Tabivere
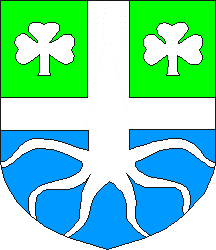
Wapen van Torma

## Läänemaa

### Bestaande gemeenten

Wapen van Haapsalu
Wapen van Lääne-Nigula
Wapen van Vormsi

### Opgeheven gemeenten

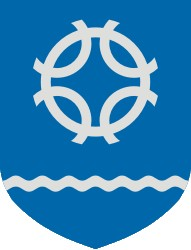
Wapen van Hanila
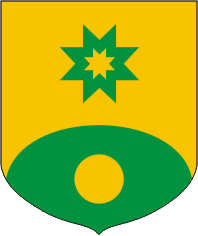
Wapen van Kullamaa
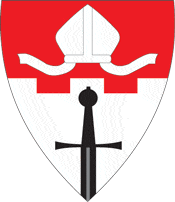
Wapen van Lihula
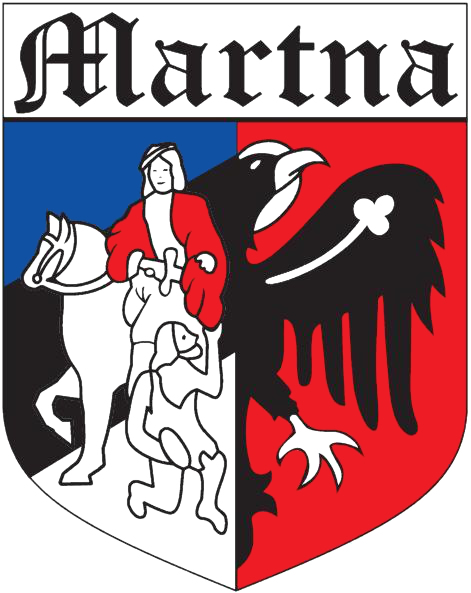
Wapen van Martna
Wapen van Noarootsi
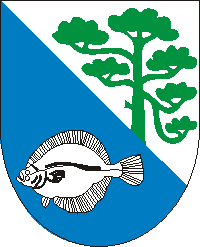
Wapen van Nõva
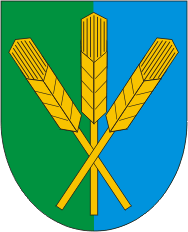
Wapen van Oru
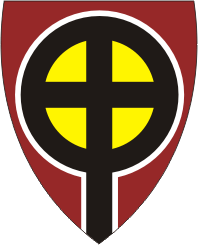
Wapen van Ridala
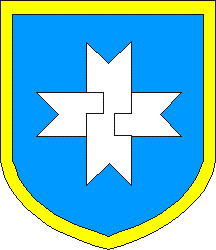
Wapen van Risti
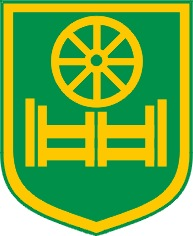
Wapen van Taebla

## Lääne-Virumaa

### Bestaande gemeenten

Wapen van Haljala
Wapen van Kadrina
Wapen van Rakvere
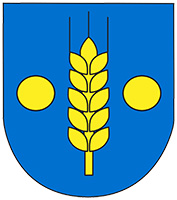
Wapen van Rakvere vald
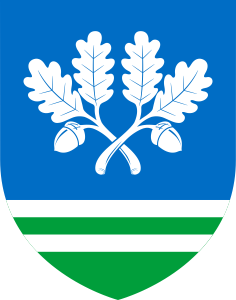
Wapen van Tapa
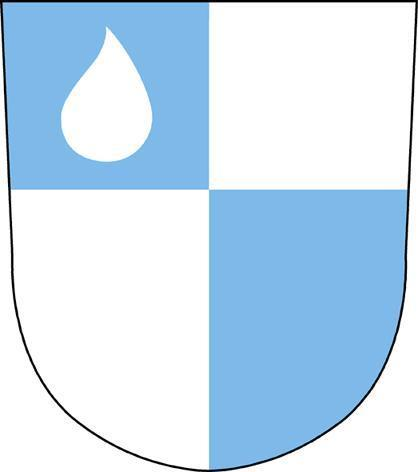
Wapen van Väike-Maarja
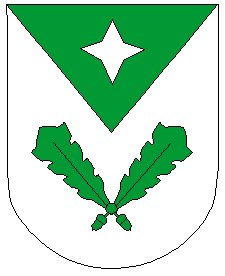
Wapen van Vinni
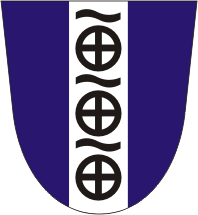
Wapen van Viru-Nigula

### Opgeheven gemeenten

Wapen van Kunda
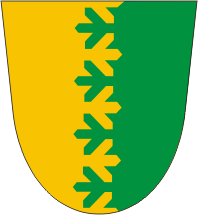
Wapen van Laekvere
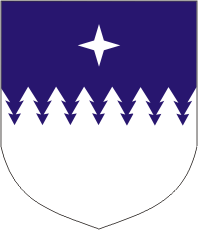
Wapen van Rägavere
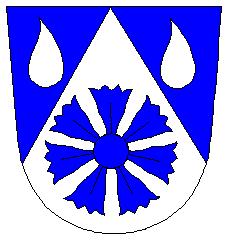
Wapen van Rakke
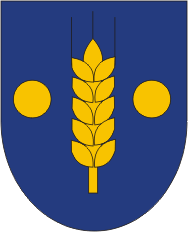
Wapen van Sõmeru
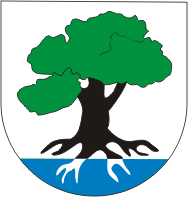
Wapen van Tamsalu
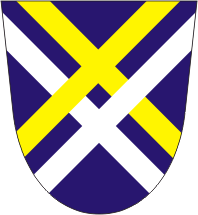
Wapen van Vihula

## Pärnumaa

### Bestaande gemeenten

Wapen van Häädemeeste
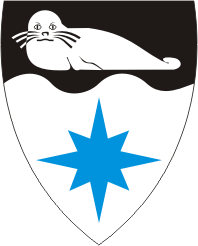
Wapen van Kihnu
Wapen van Lääneranna
Wapen van Pärnu
Wapen van Põhja-Pärnumaa
Wapen van Saarde
Wapen van Tori

### Opgeheven gemeenten

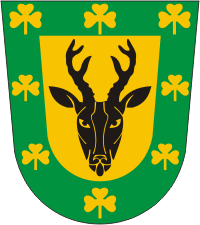
Wapen van Are
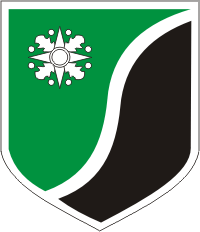
Wapen van Audru
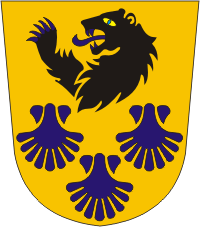
Wapen van Halinga
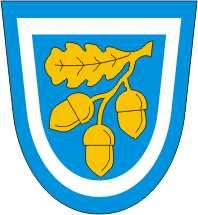
Wapen van Koonga
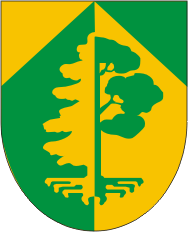
Wapen van Paikuse
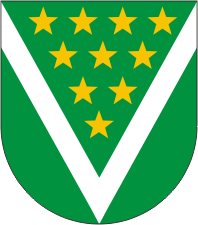
Wapen van Sauga
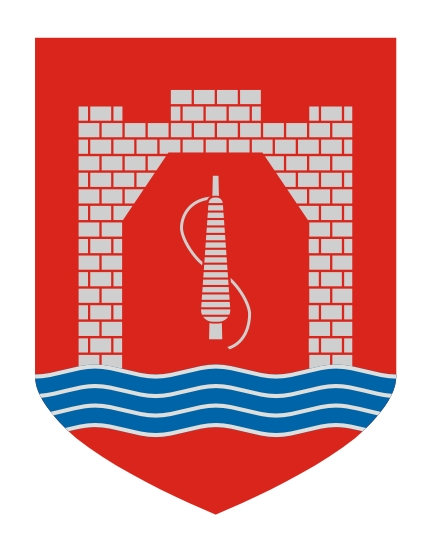
Wapen van Sindi
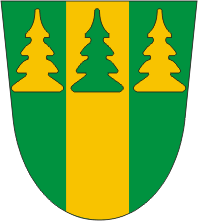
Wapen van Surju
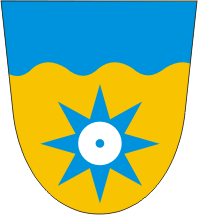
Wapen van Tahkuranna
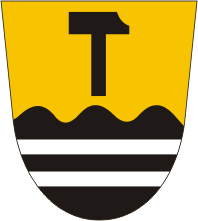
Wapen van Tootsi
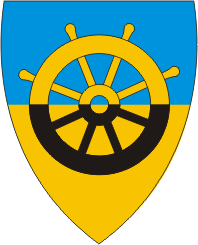
Wapen van Tõstamaa
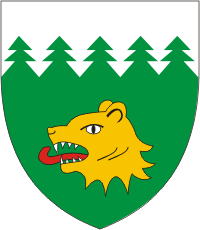
Wapen van Vändra
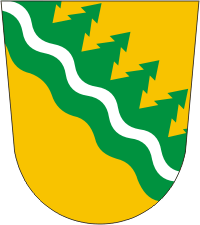
Wapen van Vändra vald
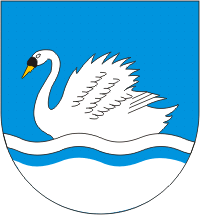
Wapen van Varbla

## Põlvamaa

### Bestaande gemeenten

Wapen van Kanepi
Wapen van Põlva
Wapen van Räpina

### Opgeheven gemeenten

Wapen van Ahja
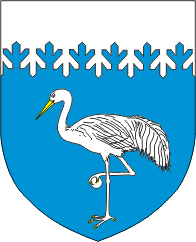
Wapen van Kõlleste
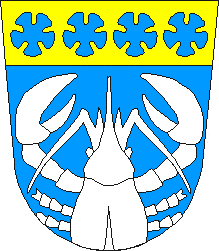
Wapen van Laheda
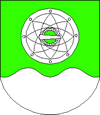
Wapen van Mikitamäe
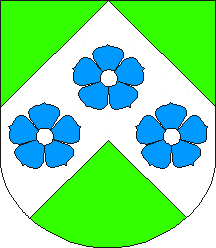
Wapen van Mooste
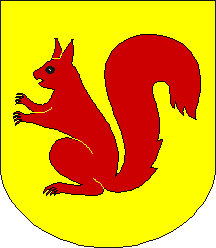
Wapen van Orava
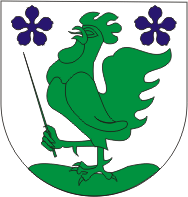
Wapen van Põlva (stad)
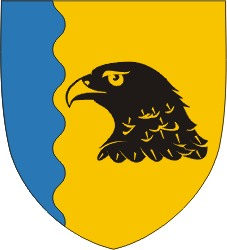
Wapen van Valgjärve
Wapen van Värska
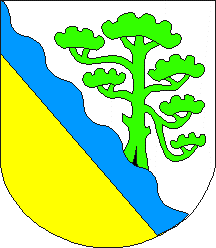
Wapen van Vastse-Kuuste
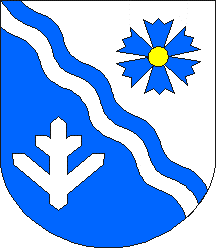
Wapen van Veriora

## Raplamaa

### Bestaande gemeenten

Wapen van Kehtna
Wapen van Kohila
Wapen van Märjamaa
Wapen van Rapla

### Opgeheven gemeenten

Wapen van Järvakandi
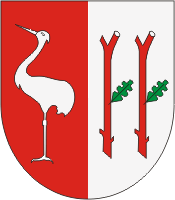
Wapen van Juuru
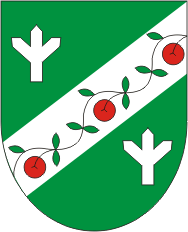
Wapen van Kaiu
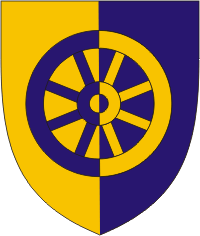
Wapen van Käru
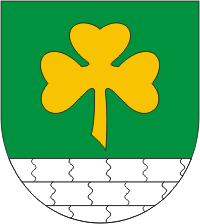
Wapen van Raikküla
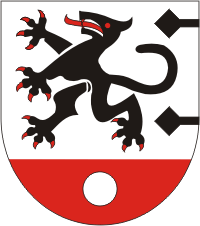
Wapen van Vigala

## Saaremaa

### Bestaande gemeenten

Wapen van Muhu
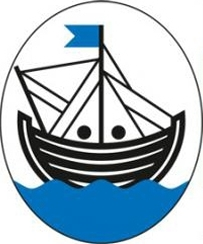
Wapen van Ruhnu
Wapen van Saaremaa

### Opgeheven gemeenten

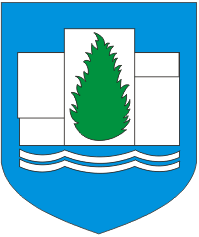
Wapen van Kaarma
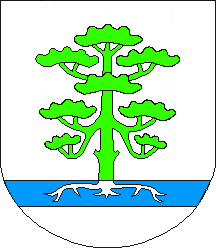
Wapen van Kärla
Wapen van Kihelkonna
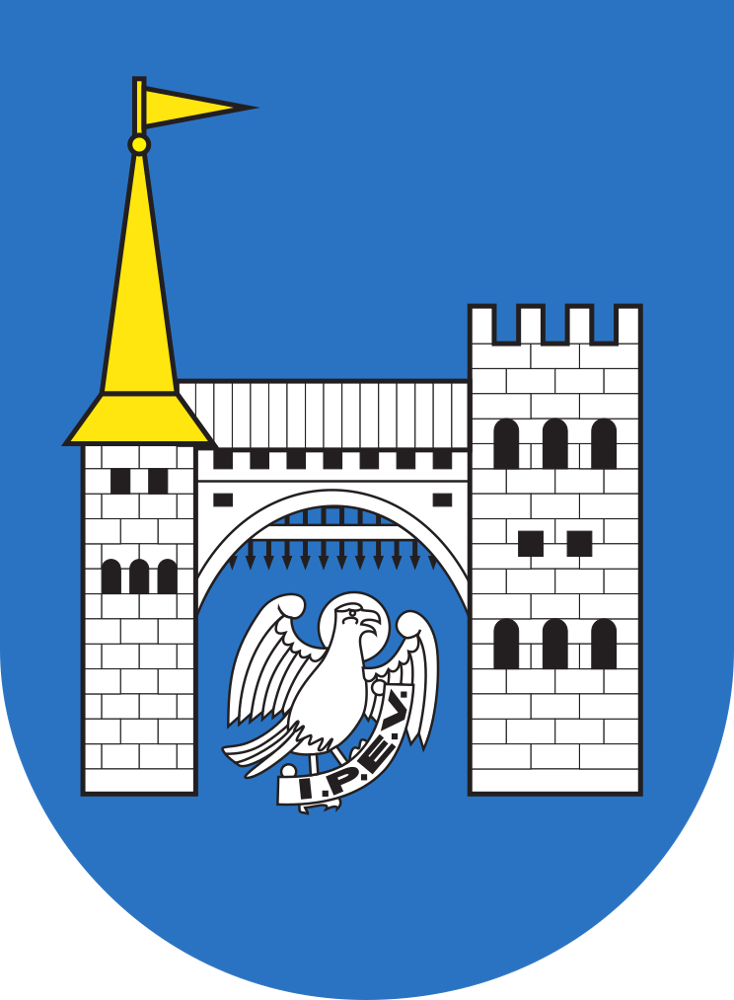
Wapen van Kuressaare
Wapen van Lääne-Saare
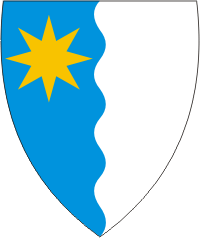
Wapen van Laimjala
Wapen van Leisi
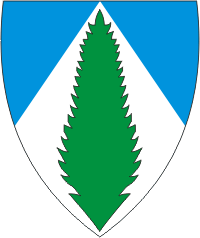
Wapen van Lümanda
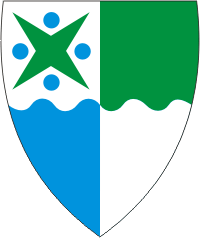
Wapen van Mustjala
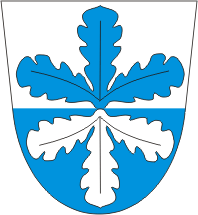
Wapen van Orissaare
Wapen van Pihtla
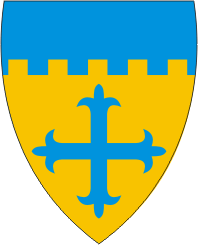
Wapen van Pöide
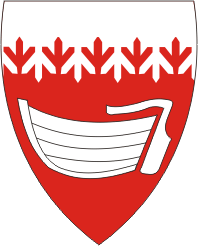
Wapen van Salme
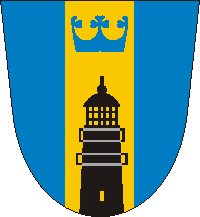
Wapen van Torgu
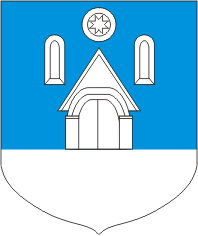
Wapen van Valjala

## Tartumaa

### Bestaande gemeenten

Wapen van Elva
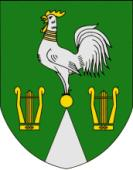
Wapen van Kambja
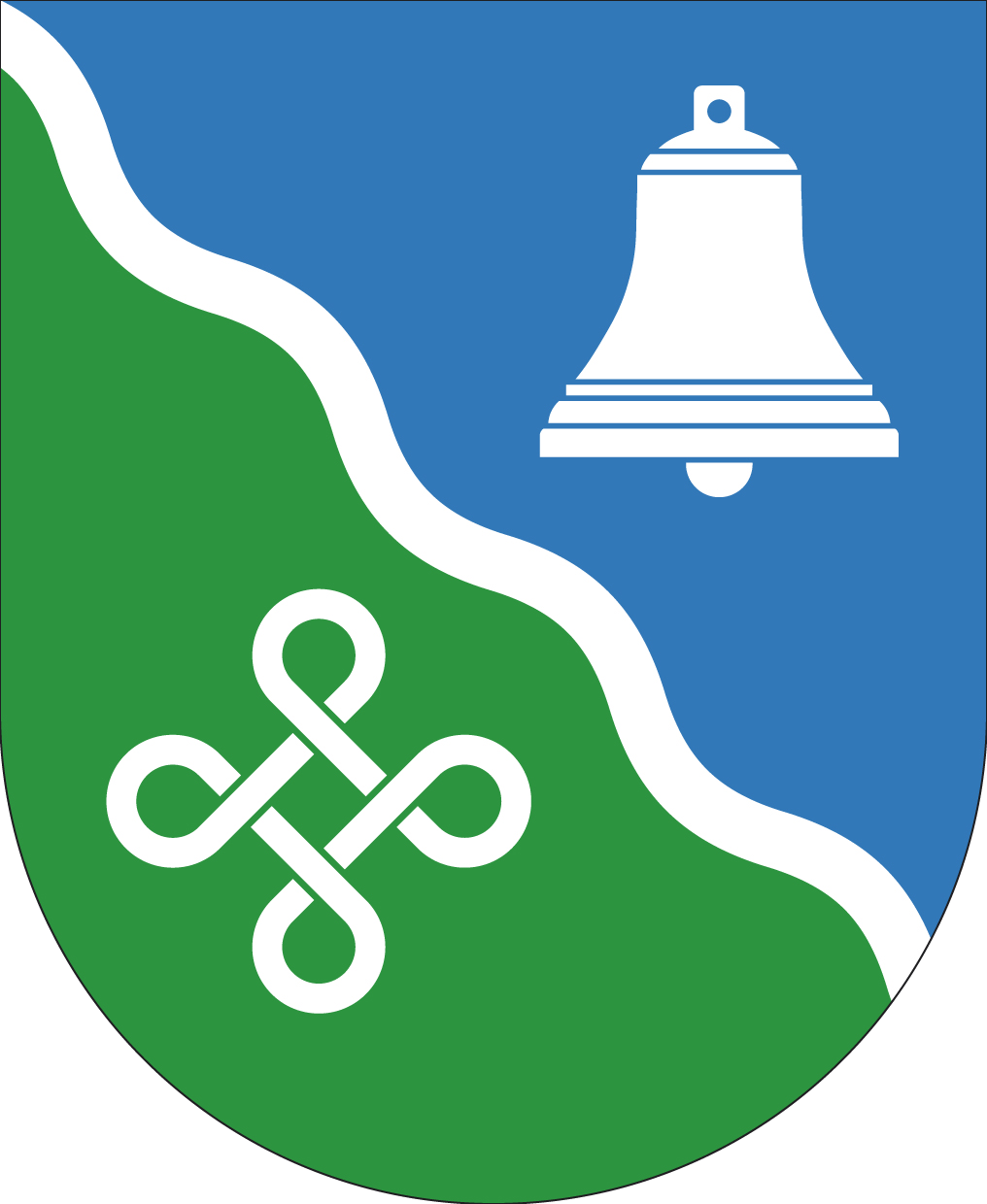
Wapen van Kastre
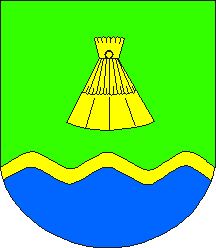
Wapen van Luunja
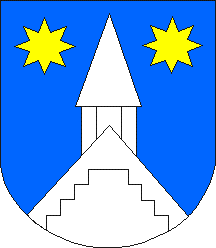
Wapen van Nõo
Wapen van Peipsiääre
Wapen van Tartu
Wapen van Tartu vald

### Opgeheven gemeenten

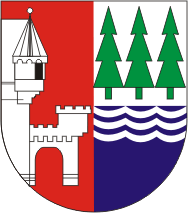
Wapen van Alatskivi
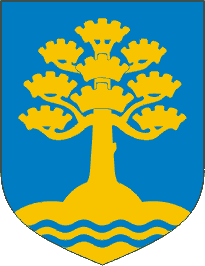
Wapen van Elva (stad)
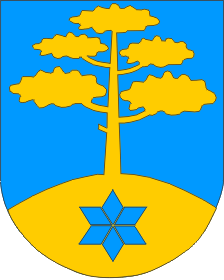
Wapen van Haaslava
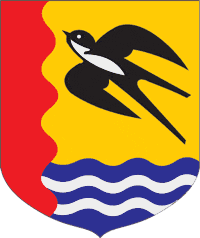
Wapen van Kallaste
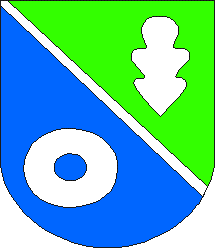
Wapen van Konguta
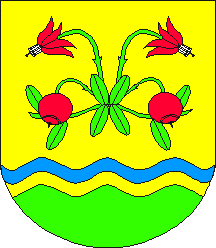
Wapen van Laeva
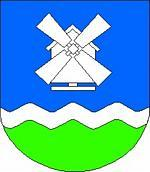
Wapen van Mäksa
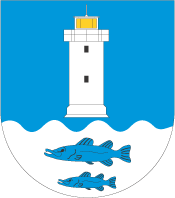
Wapen van Meeksi
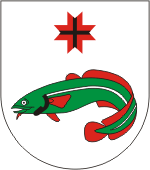
Wapen van Piirissaare
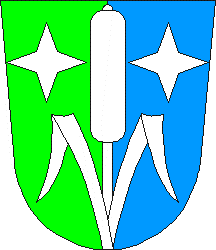
Wapen van Puhja
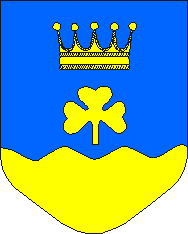
Wapen van Rannu
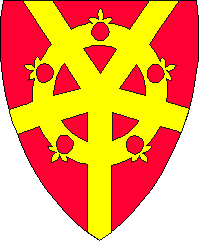
Wapen van Rõngu
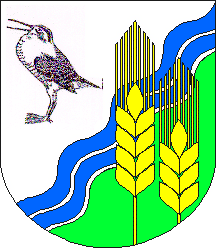
Wapen van Tähtvere
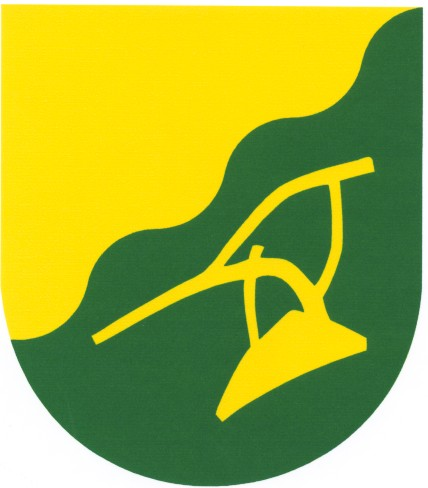
Wapen van Ülenurme
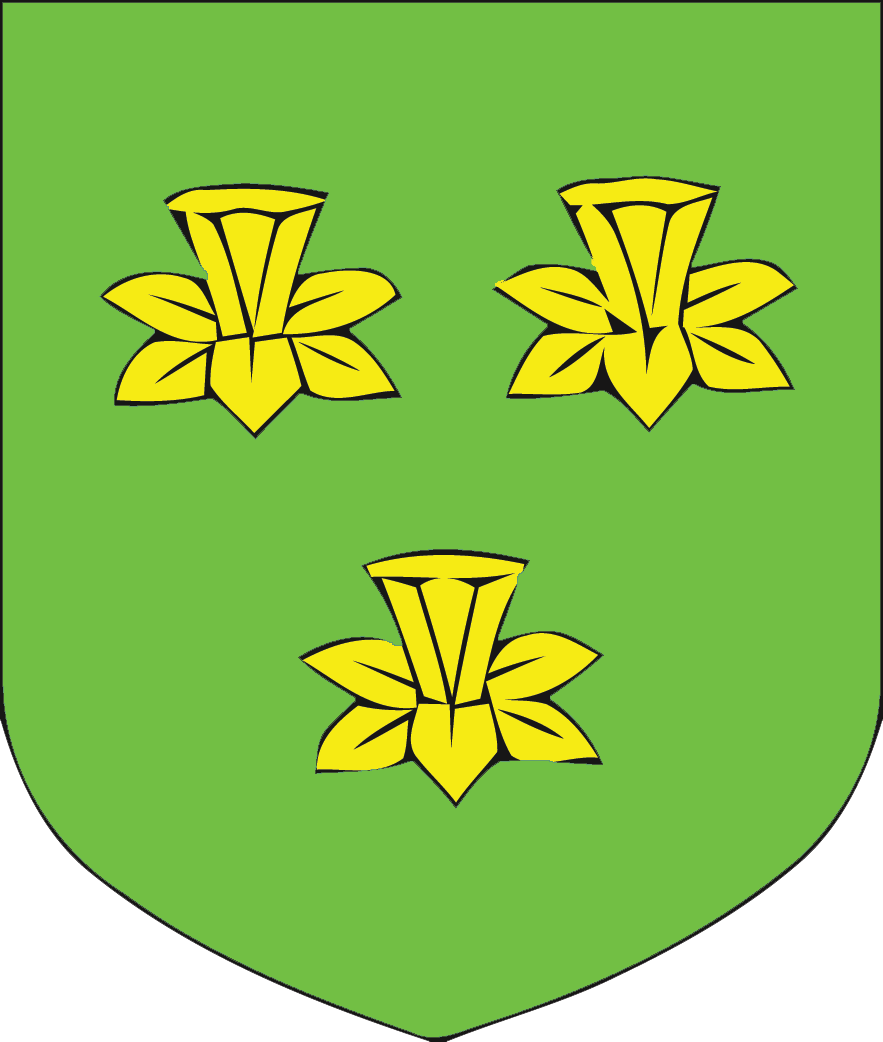
Wapen van Vara
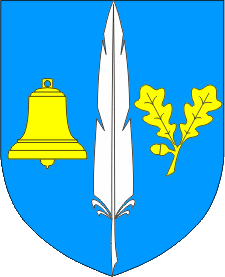
Wapen van Võnnu

## Valgamaa

### Bestaande gemeenten

Wapen van Otepää
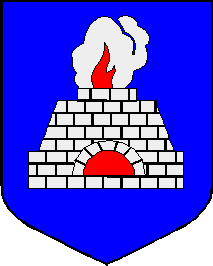
Wapen van Tõrva
Wapen van Valga

### Opgeheven gemeenten

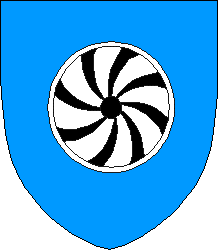
Wapen van Helme
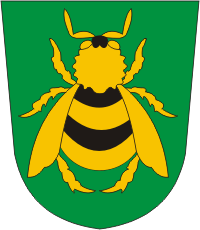
Wapen van Hummuli
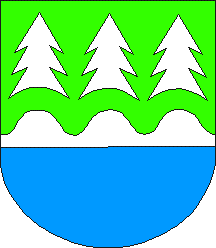
Wapen van Karula
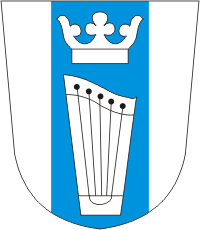
Wapen van Õru
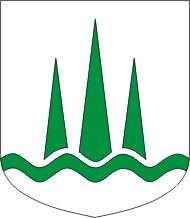
Wapen van Palupera
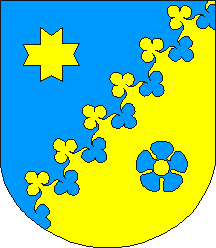
Wapen van Põdrala
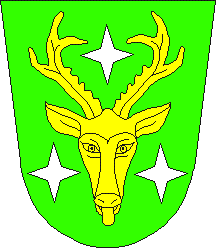
Wapen van Puka
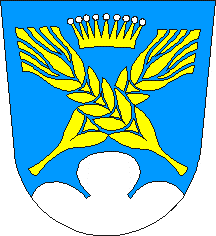
Wapen van Sangaste
Wapen van Taheva
Wapen van Tõlliste
Wapen van Valga (stad)

## Viljandimaa

### Bestaande gemeenten

Wapen van Mulgi
Wapen van Põhja-Sakala
Wapen van Viljandi
Wapen van Viljandi vald

### Opgeheven gemeenten

Wapen van Abja
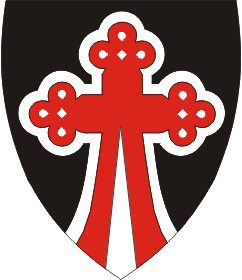
Wapen van Halliste
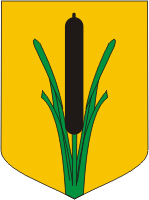
Wapen van Karksi
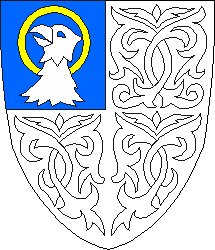
Wapen van Kolga-Jaani
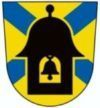
Wapen van Kõo
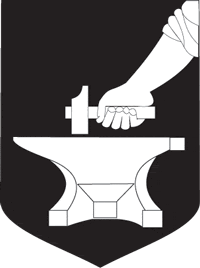
Wapen van Mõisaküla
Wapen van Suure-Jaani
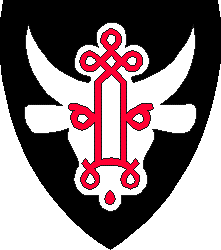
Wapen van Tarvastu
Wapen van Võhma (stad)

## Võrumaa

### Bestaande gemeenten

Wapen van Antsla
Wapen van Rõuge
Wapen van Setomaa
Wapen van Võru
Wapen van Võru vald

### Opgeheven gemeenten

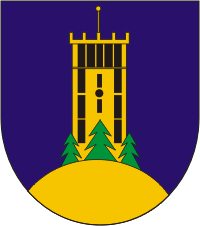
Wapen van Haanja
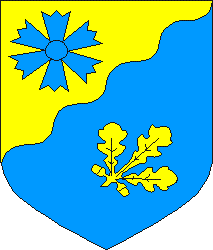
Wapen van Lasva
Wapen van Meremäe
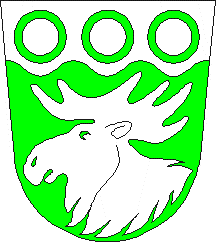
Wapen van Misso
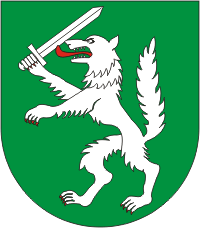
Wapen van Mõniste
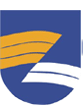
Wapen van Sõmerpalu
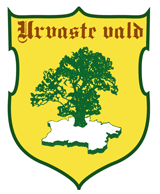
Wapen van Urvaste
Wapen van Varstu
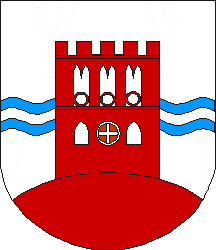
Wapen van Vastseliina